# Повернення з ярмарку в сільській Україні
Повернення з ярмарку в сільській Україні — картина середини XIX ст. на сільську тематику художника Костянтина Трутовського (1826—1893).

## Селянська хода як сюжет у живопису
Трутовський був дворянином. Освіту отримав у Петербурзі, де був залишеним у інженерному училищі викладачем малюнку та архітектури. Техніку живопису він опановував самотужки. 1850 року він вийшов у відставку і оселився в селі Яковлівка поблизу міста Курськ. Вільний час він і присвятив удосконаленню малюнку, котрим займався охоче і довго, композиції та живопису. Темами його творів стають життя провінційних поміщиків та простого люду в селах та у провінційних містах, тоді більше схожих на великі села…
Селянська хода з якогось приводу була досить розповсюдженим сюжетом у тогочасному мистецтві. Досить згадати "Хресну ходу у Курській губернії " Іллі Рєпіна, «Свято на околиці Парижа» Василя Пєрова та ін.

## Опис твору
Трутовський теж створив власний варіант селянської ходи, котру міг бачити наочно. Повз глядача іде хаотична купка селян брудним, залитим дощем шляхом. Жодний із селян не може похизуватись ні багатим одягом, ні візком, щоби не йти пішки. Ходу очолюють сільський музика зі скрипкою та літня жінка у чоботах. Добре відчутно, як їй набридли монотонна сільська робота вдома й на полі. Нарешті вона дочекалась осіннього ярмарку, витягла зі скрині чоботи і чистий одяг, пішки дійшла до ярмарку і… довго ходила, все роздивилась, до всього прицінилася, нічого не купила (бо й нічого не несе), але добре розвіялась, повешталась і поштовхалась серед людей, наговорилася і навіть був привід — потанцювала. Її простерті догори руки — свідки маленького свята, котре вона отримала на ярмарку.
Неподалік іде молодичка з новонародженим. Вона теж не набулася на святі, підспівує скрипалю, мало звертаючи уваги на дитину. Взуття, дороге для молодички, давно зняла і несе у руці. Місить грязюку босоніж, бо черевики згодяться ще для якогось невеликого сільського свята. На неї з подивом дивиться селянин у кожусі, бо не очікував від молодички і таких пісень, і такої завзятості.
Два селянина ледь пересувають ноги. Імовірно, обидва добре приклалися до чарки. Особливо, це видно і підозріло у останнього селянина, коліна котрого вже не розгинаються, а одяг ось-ось сповзе і буде волочитися по багнюці. Трутовський виступає лише як свідок події, зберігаючи кумедність ситуації і не припускаючись ні до критики, ні до ідеалізації. Він лише фіксує селянську ходу, коли сільська біднота все ще несе свято, котре вони зненацька зачепили на ярмарку.